# Li Kaigu
 (juin 2024).
Si vous disposez d'ouvrages ou d'articles de référence ou si vous connaissez des sites web de qualité traitant du thème abordé ici, merci de compléter l'article en donnant les références utiles à sa vérifiabilité et en les liant à la section « Notes et références ».
Li Kaigu (chinois : 李楷固), également connu sous le nom de Wu Kaigu (chinois : 武楷固) de 700 à 705, officiellement duc de Yan (chinois : 燕公), était un général sous le règne de Wu Zetian. Il était d'origine ethnique Khitan.

## Carrière
En 696, les Khitans se soulèvent contre l'hégémonie chinoise sous le commandement de Li Jinzhong et de son beau-frère Sun Wanrong . À l'époque, Li Kaigu était général sous Li Jinzhong. En 697, Li Jinzhong était mort et Sun avait été vaincu et tué. Li Kaigu et son compatriote général Khitan Luo Wuzheng (chinois : 駱務整) se sont rendus à la dynastie Zhou de Wu Zetian. Initialement, les généraux Zhou voulaient mettre à mort Li Kaigu et Luo Wuzheng en représailles à leurs victoires sur les forces Zhou, mais le chancelier Di Renjie est intervenu et a persuadé Wu Zetian d'en faire ses généraux,.
Li Kaigu a ensuite pu supprimer les forces Khitan restantes. En 700, Li Kaigu fut nommé duc de Yan et prit par la suite le nom de famille « Wu ». (Vraisemblablement, il a changé son nom de famille en « Li » après que le fils de Wu Zetian, l'empereur Zhongzong de la dynastie Tang, soit revenu sur le trône en 705 à la suite d'un coup d'État qui a restauré la dynastie).
Li Kaigu fut incapable de vaincre Dae Jo-yeong, qui fonda finalement le royaume de Balhae. La date du décès de Li Kaigu est incertaine. Le célèbre général Tang Li Guangbi était un petit-fils de Li Kaigu par l'intermédiaire de sa fille.

### Bataille de Tianmenling
La bataille de Tianmenling a eu lieu en 698 entre le Gaoqing Daojongong et la dynastie Tang.
Après la destruction de Goguryeo par Silla et d'autres forces d'une coalition, Dae Joo-yeong se rendit chez le seigneur du parti avec son père. En mai 696, lorsque Lee Jing-Chong et Son-Man-Song de la rébellion se révoltèrent sous la dynastie Tang, ils furent pris dans la confusion. Mais, malgré la politique d'émancipation de Huan Teng Wu, Goguryeo créa une nouvelle force à l'est.
La dynastie Tang envoya une force armée. Dae Joo-yenog les a vaincus en ralliant les gunwale, un groupe de Mohe et de Goguryeo. Dae les a vaincus à la cour royale et a jeté les bases de la création du royaume de Balhae. En 698 apr. J.-C., Dae construisit le pavillon sous le Dongmoo-san dans le château de Jilin.